# Timotheus Mar Shallita
Timotheus Mar Shallita Youwala (* 14. Juli 1936 in Dure, Barwar Bala, Irak) ist ehemaliger Bischof von Barwar (Irak) und jetziger Erzbischof der europäischen Diözese der „Alten Kirche des Ostens“.

## Leben
Der Sohn von Khana und Zaia Odisho stammt aus der Familie der seit Mitte des 18. Jh. in Erbfolge (von Onkel auf Neffen) bestellten assyrischen Bischöfe der Barwar-Region mit dem Amtsnamen Yawallaha (Yahballaha, Youwala) und Sitz sowie Grablege traditionell im Dorf Dure (Dera). Von ihnen pflegte allein Mar Ishoˁyahb Yawallaha (1840–1918; 1907 durch Shimun XXI. abgesetzt) ab 1903 kirchliche Gemeinschaft mit dem Papst in Rom.
Nach dem Tod seines Nachfolgers Mar Yalda Yawallaha (* 1890; im Amt 1907 bis † 18. November 1950) trat eine sechsjährige Sedisvakanz ein, wegen des zu jungen Alters der beiden als Nachfolger vorgesehenen Neffen, Shallita und Andreos (damals 16 und 12). Metropolit Yosip Khnanisho X., ranghöchster Repräsentant der Assyrischen Kirche des Ostens im Orient, bestellte am 3. Dezember 1950 unter allgemeiner Zustimmung einen Priester (Kasha Oushana) zum „Archidiakon“ und Diözesanverwalter, wohingegen die beiden zum Bischofsamt designierten Vettern sich zunächst der nötigen Ausbildung unterziehen sollten.
Shallita wurde am 3. (oder 1.) September 1954 durch genannten Metropoliten zum Diakon geweiht. In Konkurrenz zu seinem jüngeren Vetter, dem am 14. Juli 1957 im Alter von 19 Jahren durch Mar Yosip Khnanisho X. zum Bischof ordinierten Mar Andreos Yawallaha († 17. Juni 1973), ließ sich Shallita am 23. Oktober 1958 in Beirut durch den syrisch-orthodoxen Patriarchen Ignatius Jakob III. die Bischofsweihe erteilen, ohne dessen (miaphysitischer) Communio jedoch definitiv beizutreten. 1961 floh er vor dem irakischen Kurdenkrieg aus seiner Diözese nach Mosul und verließ 1963 den Irak. Ab 1967 ist er aus Deutschland für assyrische Christen in Europa tätig. Er wirkte 1969 an der Bestellung des Katholikos-Patriarchen Addai II. mit und amtiert für die Kirche der assyrischen Altkalendarier als Erzbischof von Europa mit Sitz in Mainz-Kastel.
In der „Assyrischen Kirche des Ostens“ ist die Region Barwar heute eine Pfarrei des Bistums „Duhok und Russland“, geleitet von dem aus Barwar stammenden Bischof Isaac Joseph (* 1959).

## Bilder und Videos
- Dooreh
- Barwar
- Dure in Vergangenheit und Gegenwart
- Memories from The Holy Apostolic Catholic Assyrian Church of the East: Mar Yabhallaha I and II: 1890 – 1950 and 1937 – 1973: Bishops of Berwar, by Ashur Cherry
- Am Grab des Bischofs Mar Andreos Yawallaha († 1973) in Dure

## Einzelbelege
1. ↑  Death Of The Bishop Of Barwar. In: Light from the East. 4,1 (1950/51) S. 1.

| Personendaten    | Personendaten                  |
| ---------------- | ------------------------------ |
| NAME             | Timotheus Mar Shallita         |
| ALTERNATIVNAMEN  | Timotheus Mar Shallita Youwala |
| KURZBESCHREIBUNG | Erzbischof                     |
| GEBURTSDATUM     | 14. Juli 1936                  |
| GEBURTSORT       | Barwar Bala, Irak              |